# Marian Sarr
Marian Sarr, né le 30 janvier 1995 à Essen, est un footballeur allemand qui évolue au poste de défenseur au FC Carl Zeiss Iéna.

## Palmarès

### En équipe nationale
- Équipe d'Allemagne des moins de 17 ans
  - Finaliste du Championnat d'Europe de football des moins de 17 ans en 2012